# Yine sensiz
Yine sensiz è il primo album in studio del cantante turco Tarkan, pubblicato nel 1992.

## Tracce
1. Kıl oldum – 4:12
2. Kimdi? – 4:23
3. Söz verdim – 4:14
4. Gelipte halimi gördün mü? – 3:46
5. Sarıl bana – 3:24
6. Oldu canım, ara beni – 2:44
7. Vazgeçemem – 4:29
8. Çok ararsın beni – 4:44
9. Selam ver – 5:05
10. Yetti artık – 3:08
11. Yine sensiz – 5:15